# Bombus niveatus
Bombus niveatus (saknar svenskt namn) är en insekt i överfamiljen bin (Apoidea) och släktet humlor (Bombus) som lever i Sydvästasien.

## Beskrivning
Bombus niveatus är en medelstor humla med mycket lång tunga; honorna blir omkring 19 mm långa. Hanen har påtagligt stora ögon och långa antenner. Huvudet är övervägande svart, mellankroppen och de två främsta tergiterna är ljusgråa (egentligen en blandning av vita och svarta hår). Den tredje tergiten är svart, och resten av bakkroppen är brandgul. Hos underarten B. niveatus vorticosus är dock det ljusgråa ersatt av gult. Även huvudet är hos denna underart övervägande gulaktigt.
Humlan är mycket lik den lokala underarten av mörk jordhumla, Bombus terrestris simlansis.

## Taxonomi
Arten uppdelas i två underarter, den östliga Bombus niveatus niveatus och den västliga Bombus niveatus vorticosus. För en närmare beskrivning av underarternas utbredning, se nedan under "Utbredning".

## Ekologi
Arten lever i öppen terräng i bergsområden och högstäpper på höjder mellan 800 och 3 000 m, med något snävare intervall för underarten B. niveatus vorticosus. Habitaten kan variera mellan bokskogar i bergen och öppna fält, främst i Grekland, framför allt i Bulgarien gärna högre terräng med tistlar och piggtistlar, skogsbryn med snårbildande kvastginst och tistlar, barrskog med tallar, enar och libanonceder, gärna med vedlar i undervegetationen, samt, främst i Iran, även stäpper.
Den är inte speciellt skygg, och uppehåller sig ofta nära bebyggelse. Arten är polylektisk, den flyger till blommande växter från många olika familjer. De vanligaste näringsväxterna är blommor ur familjerna ärtväxter, korgblommiga växter, strävbladiga växter och kransblommiga växter,
Det förekommer att arten inrättar sitt bo i fågelbon, speciellt av rödstjärt, och kan då köra bort fåglarna från boet.

## Utbredning
Bombus niveatus har som nämnts två underarter, Bombus niveatus niveatus och Bombus niveatus vorticosus. Flera forskare betraktar den senare underarten som en egen art, Bombus vorticosus, trots en undersökning från 2005 som påvisade att båda taxonen tillhör samma art. Utbredningsområdet för underarten B. n. vorticosus är centrerat kring Egeiska havet: Främst i Balkan, från Montenegro över Kosovo, Nordmakedonien, Bulgarien, Grekland till västra Anatolien (asiatiska Turkiet), men även i Cypern samt bergen i Libanon och västra Syrien. I den asiatiska delen, från Anatolien österut, är den klart sällsyntare och ersatt av underartenB. n. niveatus som når österut till Iran. Fynd har också gjorts i Tibet.